# Ion S. Gheorghiu
Ion S. Gheorghiu (n. 24 august 1885, Bacău – d. 6 noiembrie 1968, București) a fost un academician român, inginer, membru titular (1952) al Academiei Române. 
Școala românească de Mașini Electrice este legată de numele inginerului și cercetătorului  Ion S. Gheorghiu. Această școală își are începuturile în anul 1920, când la Facultatea de Științe a Universității București și apoi în 1921 la Facultatea de Electrotehnică a Școlii Politehnice București acest mare pionier al electrotehnicii românești a predat primul curs de Mașini Electrice. În perioada 1921-1948, Profesorul Ion S. Gheorghiu a pus bazele învățământului românesc de Mașini Electrice, conducând un restrâns colectiv de specialiști, care își concentrau activitatea în cadrul Laboratorului de Mașini Electrice din vechiul local din strada Polizu al Școlii Politehnice din București. Acest laborator s-a construit în anii 1926-1930, cu contribuția majoră în proiectarea și utilarea cu mașini și aparatură de încercări și de măsură a profesorului Alexandru Popescu. Un eveniment deosebit în cadrul acestei istorii a avut loc în anul 1947, când a apărut primul curs (litografiat) de Mașini Electrice în România. Fiind primul manual în acest domeniu, acesta are și meritul de a fi introdus în limba română o serie de termeni tehnici care au fost adoptați și fac parte din patrimoniul limbii române contemporane. Acest curs, care selectează cu grijă materia necesară pregătirii unui inginer electromecanic, se caracterizează prin logica demonstrațiilor, claritatea prezentării fenomenelor fizice, legătura permanentă cu practica etc… El reflecta influența școlii franceze de electrotehnică în domeniu. Inginer electrotehnician, Ion S. Gheorghiu a realizat proiectele de electrificare a căilor ferate Ploiești–Brașov, Târgoviște–București; a participat la modernizarea și extinderea uzinelor Grozăvești și Filaret din București; membru titular și vicepreședinte al Academiei Române.

## Distincții
- Medalia Muncii (20 august 1951) „cu ocazia zilei de 23 August 1951”[3]
- Ordinul Muncii clasa I (14 septembrie 1953)[4]
- Ordinul Muncii clasa I (31 mai 1957) „pentru merite deosebite în muncă, cu ocazia celui de al II-lea Congres al Asociației Științifice a Inginerilor și Tehnicienilor din Republica Populară Romînă”[5]
- titlul de „Om de Știință Emerit al Republicii Populare Romîne” (5 noiembrie 1962) „pentru activitatea îndelungată, contribuție în dezvoltarea științei și merite deosebite în dezvoltarea învățămîntului superior”[6]
- Ordinul „Meritul Științific” clasa I (26 septembrie 1966) „pentru merite deosebite în activitatea științifică, cu prilejul Centenarului Academiei Republicii Socialiste România”[7]